# Stade de Mestalla
Mestalla est un stade de football qui accueille les matchs du Valence CF depuis 1923. Il doit son nom au canal d'irrigation qui passe en dessous du stade et qui sert à arroser les champs de la ville.

## Inauguration
Après avoir évolué à Algirós, le Valence CF inaugure le stade Mestalla le 20 mai 1923, battant pour l'occasion son voisin du Levante UD (1:0). Sa capacité sera augmentée après la guerre civile et en 1957, il sera affecté par une crue dévastatrice. L'enceinte est ensuite rénovée de fond en comble en vue de la Coupe du monde de la FIFA 1982 et des Jeux Olympiques de Barcelone en 1992.
À ses débuts, l'équipe valencienne n'évolue pas en première division et le stade accueille 17 000 spectateurs. Lorsqu'en 1927 les résultats du club s'améliorent dans les championnats régionaux, les dirigeants de l'époque effectuent des premiers travaux. Le stade atteint ainsi une capacité de 25 000 places avant que la guerre d'Espagne ne détériore le stade.

## La reconstruction
Après la rénovation du stade, l'équipe gagne un premier trophée, la coupe d'Espagne de football de 1941 et remporte l'année suivante son premier championnat d'Espagne de football. Trois titres de liga et deux de coupe permettent une rénovation progressive du stade.

## Les années 1950
C'est dans les années 1950 que Mestalla connaît ses plus grands changements dans l'histoire. En effet un projet permet d'atteindre une capacité de 45 500 places. Mais tout un rêve s'effondre à cause de l'inondation de Valence en octobre 1957 due au débordement de la rivière Turia. Toutefois, quelques améliorations apparaissent comme la lumière artificielle inaugurée pendant les Falles de 1959.

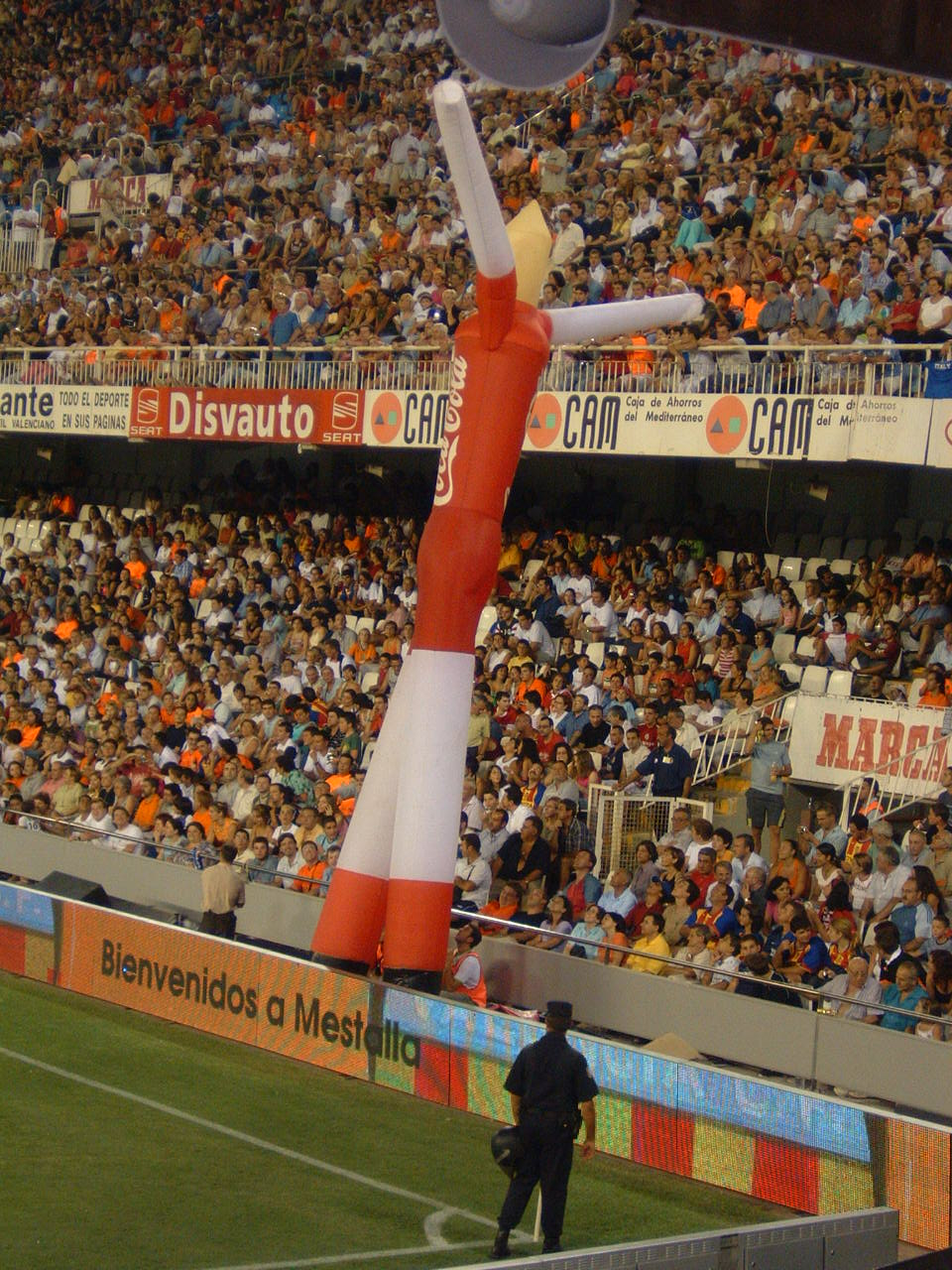
Valence CF - Hambourg SV à Mestalla (Août 2005)

## Les années 1960
Pendant les années 1960, le stade conserve son aspect tandis que le paysage urbain qui l'entoure se transforme rapidement. C'est aussi à cette période qu'ont lieu les premières joutes européennes du Valence CF. Nottingham Forest est la première équipe étrangère à disputer un match officiel face au club local ; match qui eut lieu le 15 septembre 1961. 
En 1969, un changement de nom du stade a lieu, hommage du club à un de ses présidents les plus emblématiques, Luis Casanova Giner, qui est resté dix-neuf ans à la tête du club. En effet, à partir de cette date Mestalla devient le stade Luis Casanova. C'est en 1994 qu'il demande qu'on rende au stade son nom d'origine.

## Le siège social
En 1972, a lieu l'inauguration du siège social du club avec notamment la salle des trophées. Plus tard, un projet étudie la possibilité de transférer Mestalla sur des terrains à l'extérieur de la ville mais ce projet est abandonné et en 1978 le stade subit quelques travaux en vue de la coupe du monde de football de 1982 qui eut lieu en Espagne.

## Aujourd'hui

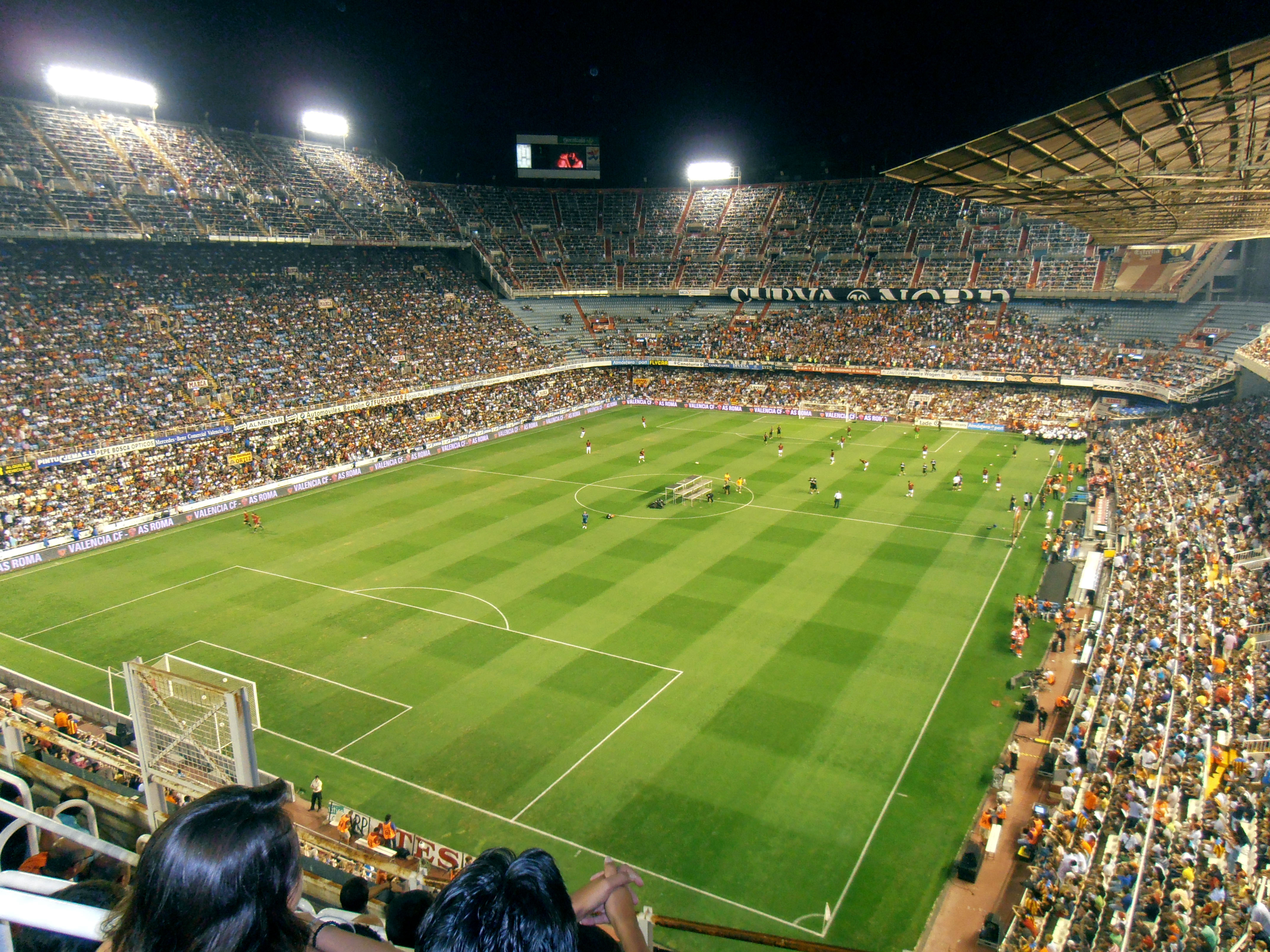
Stade de Mestalla plein pour l'ouverture de la saison 2011-12

C'est récemment que la dernière modification du stade a eu lieu afin d'atteindre une capacité de 57 000 places mais il vit ses dernières années. En effet, le club a décidé de construire un nouveau stade (Nou Mestalla) de 75 000 places qui aurait dû être fini en 2011. Cependant, avec la crise économique, les travaux du stade ont été arrêtés depuis février 2009. Un accord sur un stade de 61 000 places a été trouvé entre le club et l'architecte. Le 20 février 2015, le Valence CF renégocie avec la banque et la mairie leur dette et les travaux reprennent la semaine suivante mais se stoppent encore.

## Galerie

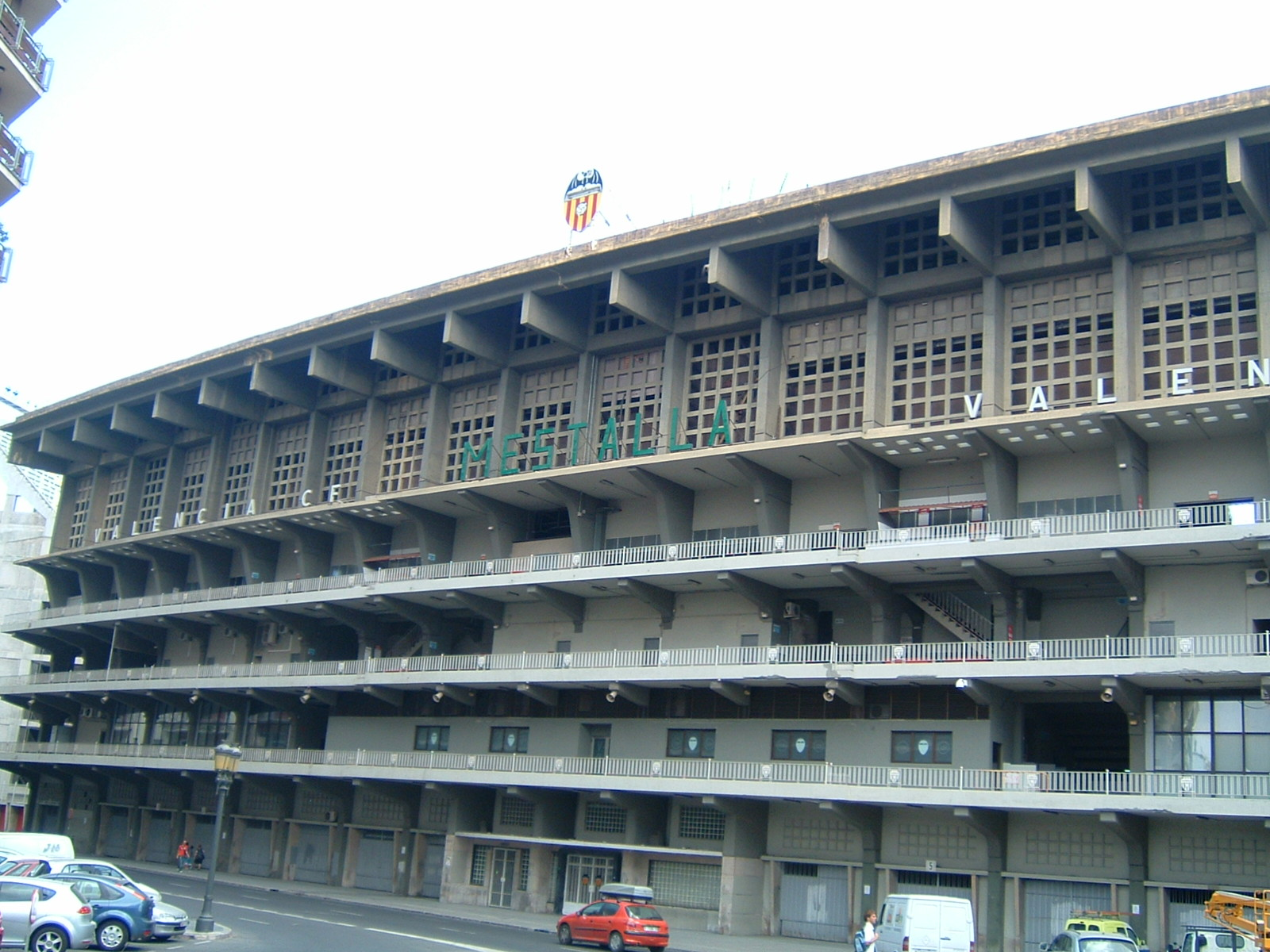
Façade principale
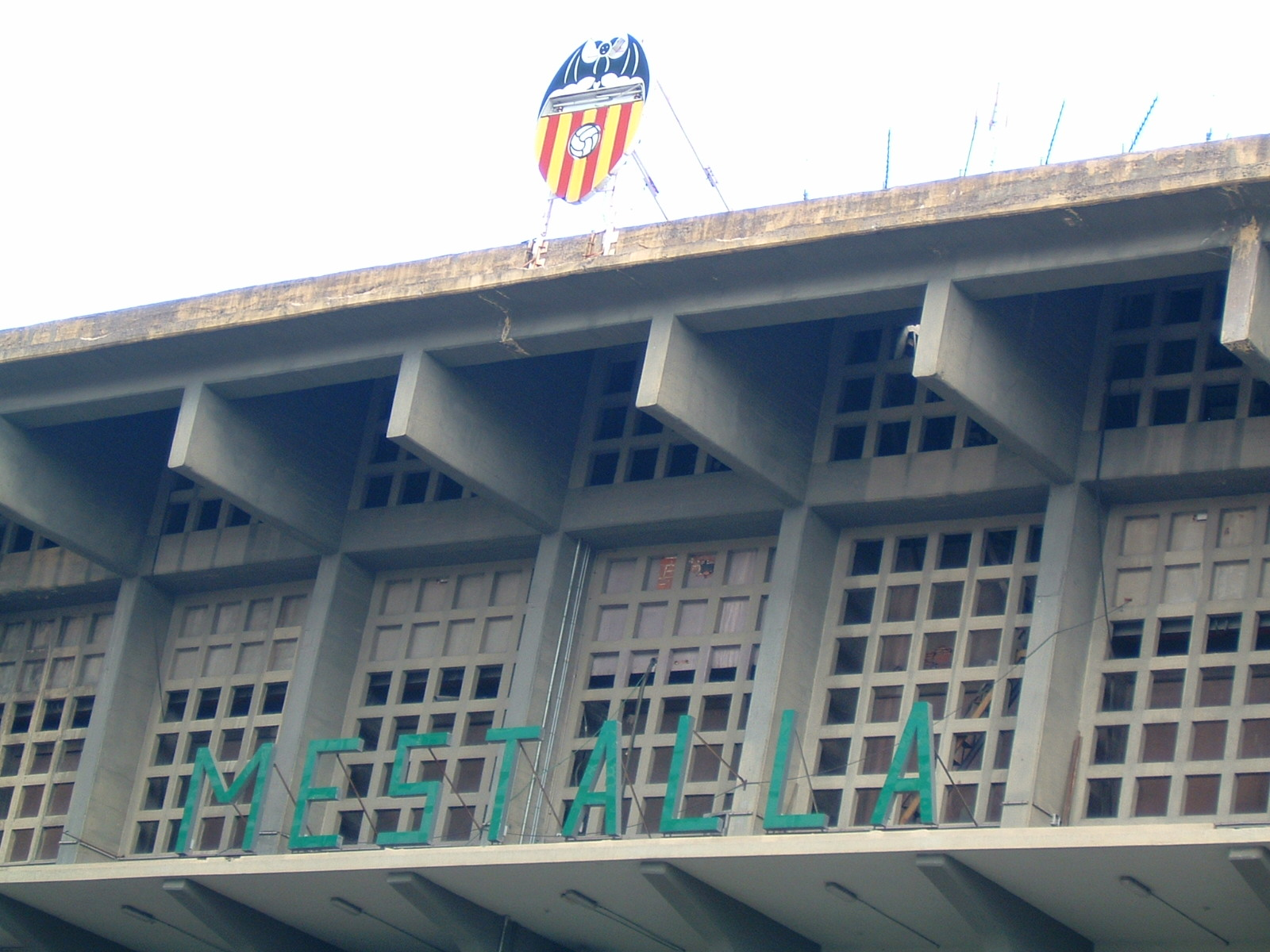
Façade principale
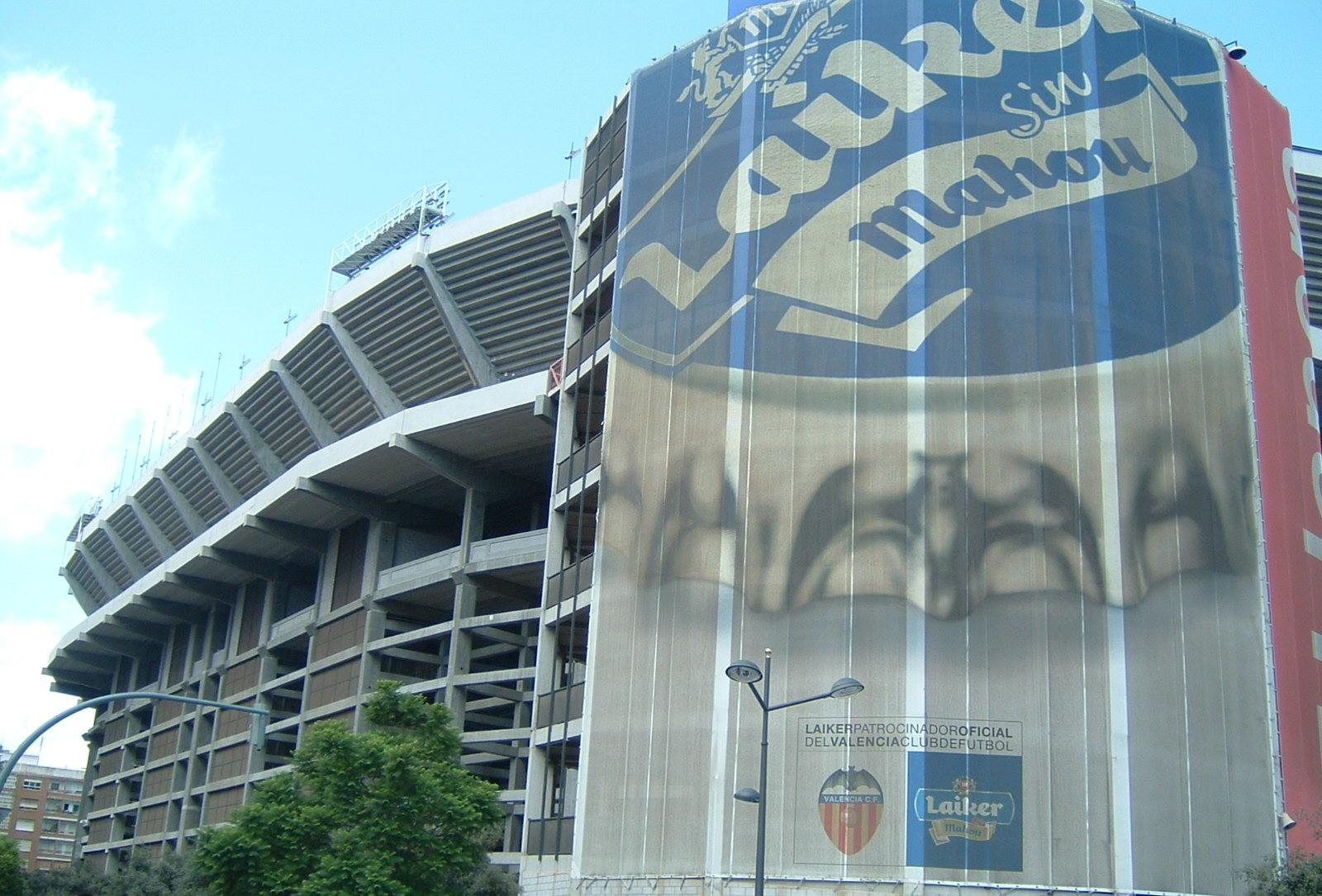
Façade sud